# 真っ赤な誘惑北本トマトカレー
真っ赤な誘惑北本トマトカレー（まっかなゆうわくきたもとトマトカレー）とは、埼玉県北本市で販売されているご当地カレーである。「北本トマトカレー」として地域団体商標に登録されている。

## 概要
トマトを入れて煮込んだカレーをすりおろしたトマトを加えて炊いたライスにかけ、ミニトマトに豚バラ肉を巻いて揚げたカツをトッピングしたカレーであるが、下記の3箇条の定義を守っていれば、アレンジは自由であり、各提供店舗で多様な北本トマトカレーがある。
2024年時点では、北本市内外で北本トマトカレーを提供する飲食店は14店舗。うどん店やインド料理店などでも提供されている。

## 定義
以下の3箇条がある。
- ライスをトマトで赤くする。
- ルーにトマトを使用する。
- トッピングにトマトを使用する。

## 受賞
- 2011年11月26日「第9回埼玉B級ご当地グルメ王決定戦inきたもと」優勝[3]
- 2013年5月11日～5月12日「よこすかカレーフェスティバル2013　全国ご当地カレーグランプリ」準グランプリ[3]
- 2013年11月16日～11月17日「第10回土浦カレーフェスティバル C-1グランプリ 主菜部門」準グランプリ
- 2014年5月10日～5月11日「よこすかカレーフェスティバル2014　全国ご当地カレーグランプリ」グランプリ[3][4]
- 2014年11月15日～11月16日「第11回土浦カレーフェスティバル C-1グランプリ」主菜部門 準グランプリ
- 2016年 「土浦カレーフェスティバル C-1グランプリ」主菜部門 グランプリ[3]
- 2019年「よこすかカレーフェスティバル2019　全国ご当地カレーグランプリ」グランプリ[4]
- 2023年11月25日～11月26日 「土浦カレーフェスティバル C-1グランプリ」主菜部門 グランプリ[3][4]
- 2024年5月「よこすかカレーフェスティバル2024　全国ご当地カレーグランプリ」準グランプリ[4]

## 歴史
北本市内でのトマト生産の歴史は第二次世界大戦前までさかのぼることができる。1925年（大正14年）に石戸地区でトマトを植え付けた記録が残されている。このころ、日本国内ではトマトを食べる習慣はあまりなかったため、アメリカ合衆国への輸出向けにトマトの種を採取し、トマトの果肉は廃棄されていた。しかしながら、トマトの種の輸出事業は失敗し、果肉を活用してトマトペースト状のトマトクリームを生産するようにまる。このトマトクリームは東京のホテルで利用されて人気となり、「石戸トマト」のブランド名で広く知られるようになった。第二次世界大戦になると、トマトクリームの加工工場も閉鎖されることになり、北本のトマト生産は一時途絶えることになる。
第二次世界大戦後、トマトの生産が再開され、「トマト大福」といった関連商品も開発された。
2011年、北本市の市制40周年に合わせて北本市で埼玉県主催の埼玉B級ご当地グルメ王決定戦が開催されることになった。埼玉B級ご当地グルメ王決定戦に参戦する北本代表グルメを開発するため、トマトを使ったレシピコンテスト「きたもとご当地グルメ開発コンテスト」が開催された。
後に「北本トマトカレーの会」の副会長を務めることになる加藤浩の家は、北本で代々農業を営んでおり、父の代からトマトの生産を始めている。加藤の幼いころは市場出荷が主で、少しでもトマトに傷があると自家消費されていた。トマトの収穫期には、カットされたトマトが皿に乗って食卓に出され、大鍋ではトマトスープをコトコト煮込む。このトマトスープは、時にはカレー粉が入りカレーになったり、ひき肉を入れてミートソースになったりした。
加藤は、小学校で給食の調理員をしていた知人の協力を得て、子どもの頃に食べたトマトのカレーをベースにレシピを完成させた。加藤の北本トマトカレーは24レシピの中から北本代表に選ばれ、埼玉B級ご当地グルメ王決定戦で初参加にして優勝を果たした。
2012年に市民有志や飲食店などで「北本トマトカレーの会」が落合真一を会長として発足し、埼玉県内外のグルメイベントなどに参加していった。
その後、北本トマトカレーは「土浦カレーフェスティバル」（茨城県）、「全国ご当地カレーグランプリ よこすか」（神奈川県）でも優勝し、その名を知られることとなる。
北本市内の小中学校全校では2012年から給食でトマトカレーを提供している。

## 製品化
ランチパック
山崎製パン、北本トマトカレーの会、北本市観光協会の共同開発で2016年、2017年、2024年に期間限定で販売。
北本トマトカレーレトルト
2017年販売開始。2023年11月時点で累計6万食を売り上げる。北本市のふるさと納税返礼品にもなっている。
北本トマトカレールウ
家庭で調理するためのフレーク状カレールウ。